# Denpasar
La città di Denpasar (Lingua balinese: ᬤᬾᬦ᭄ᬧᬲᬃ, Dénpasaŕ) è il capoluogo amministrativo di Bali, famosa isola dell'Indonesia, situata tra l'isola di Giava e quella di Lombok.

## Infrastrutture e trasporti

### Aeroporti
Il più grande aeroporto dell'isola, l'Aeroporto Internazionale Ngurah Rai, è chiamato anche Denpasar Airport, pur essendo più vicino a Kuta che a Denpasar.

## Monumenti e luoghi d'interesse
Importanti monumenti che si possono visitare a Denpasar sono:
- Klung Royal Palace
- Plura Vlan Danu Batur
- Glawatu
- Puputan Square
- Penganon Pegrin Grisignan